# Shout to the Walls!
『Shout to the Walls!』（シャウト トゥ ザ ウォールズ!）は、日本のロックバンド、NICO Touches the Wallsのアルバム。2013年4月24日、キューンレコードより発売。

## 概要
前作「HUMANIA」から1年4か月ぶりのアルバム。
オリコンチャートでは週間5位を記録し、アルバムでは初のトップ5入りを果たした。
アルバム名を「Rock'N Wall」にしようという案があったが、光村が「メッチャ寒いから」という理由で「Shout to the Walls!」というタイトルになった。また、光村曰く「このアルバムタイトルには「Wall」を入れたかったと語っている。

## 収録曲

### CD
特に記載の無いものについては、作詞/作曲：光村龍哉
1. 鼓動 (4:22)
（編曲：NICO Touches the Walls、岡野ハジメ）
仮タイトルは「独(ひと)コン7号」(独りコンパル7号の略)。
2. 夢1号 (4:45)
（編曲：NICO Touches the Walls、Takashi Asano）
11thシングル。
3. 夏の大三角形 (4:52)
（編曲：NICO Touches the Walls、岡野ハジメ）
10thシングル。
4. アビダルマ (4:37)
（編曲：NICO Touches the Walls、Takashi Asano）
曲名の「アビダルマ」とは仏教用語の一つ。仮タイトルは「146」で曲のBPMが146だからだと語っている。
5. ストロベリーガール (4:05)
（編曲：NICO Touches the Walls、Takashi Asano）
仮タイトルは「七拍子」。
6. 紅い爪 (5:17)
（作詞：対馬祥太郎/作曲：光村龍哉　編曲：NICO Touches the Walls）
仮タイトルは「三茶1号」。
7. チェインリアクション (3:58)
（作詞：坂倉心悟/作曲：古村大介・坂倉心悟　編曲：NICO Touches the Walls、Takashi Asano）
12thシングルのc/w曲。仮タイトルは「リトミック体操第一」。
8. ランナー (3:50)
（編曲：NICO Touches the Walls、岡野ハジメ）
光村が中学3年の時に作った曲。
TBS系『全日本実業団女子駅伝2012』テーマソング
TBS系『ニューイヤー駅伝2013』テーマソング
9. アルペジオ (4:34)
（作詞/作曲：古村大介　編曲：NICO Touches the Walls）
仮タイトルは「古村2号」で、古村が2番目に作った曲だからである。
10. (who) (1:09)

インスト曲。元々は次曲「Mr.ECHO」のイントロとして作られていた。
11. Mr.ECHO (4:50)
（編曲：NICO Touches the Walls、Takashi Asano）
12thシングル。仮タイトルは「独りコンパル6号」で、制作段階では「やまびこ」という仮タイトルであったが、完成してからこのタイトルになったという。
12. damaged goods〜紫煙 鎮魂歌〜 (4:33)
（編曲：NICO Touches the Walls、Keisuke Kushino）
仮タイトルは「レニー」。

### 初回特典DVD
- NICO Touches the Walls　Acoustic Sessions～アコタッチと呼んでみて☆アコタッチと呼んでみて☆ vol.2～真夜中のスタジオ編～